# Chartres
Chartres is een stad in Frankrijk, hoofdstad (préfecture) van het departement Eure-et-Loir (28), gelegen aan de Eure. De gemeente telde 37.990 inwoners op 1 januari 2022.
De stad heeft een rijk erfgoed, met als belangrijkste monument haar gotische kathedraal. Chartres bestond al in de oudheid maar beleefde haar hoogtepunt in de middeleeuwen als religieus en intellectueel centrum met haar kathedraal en haar beroemde kathedraalschool.

## Geschiedenis
De stad is ontstaan op een kalkstenen rots boven de samenvloeiing van de Eure en de Couesnon. Deze heuvel vormde een goed te verdedigen site. De Gallische stam van de Carnutes maakte van deze plaats, Carnutum of Carnotas, in de 2e eeuw v.Chr. zijn hoofdstad. In de Gallo-Romeinse tijd bleef Autricum een belangrijke stad met een forum en een amfitheater. Nabij de stad werd het grote Gallo-Romeinse heiligdom van Saint-Martin-au-Val gebouwd. Via een ondergronds aquaduct werd drinkwater aangevoerd van de bovenloop van de Eure. In de 3e eeuw trok de stad zich terug binnen een stadsmuur. Omstreeks deze tijd werd de streek ook gekerstend door de heiligen Altinus en Eodald. Op het einde van de 4e eeuw werd de stad de zetel van een bisdom.

### Middeleeuwen
De stad werd in 858 geplunderd door de Vikingen. De stad en haar kathedraal werden snel hersteld. Karel de Kale schonk het reliek van de sluier van Maria aan de kathedraal. In 911 weerstond de stad een aanval onder leiding van Rollo maar in 963 werd ze geplunderd door diens kleinzoon Richard I van Normandië. 
Chartres was in de middeleeuwen een religieus, politiek en militair centrum. Tussen het jaar 1000 en het einde van de 12e eeuw vormde Chartres een belangrijk intellectueel centrum met haar school gesticht door bisschop Fulbert. Ook had de stad, gelegen tussen de graanvelden, een handelsfunctie. De bevolking groeide en de stad breidde zich uit naar de vallei. Chartres kreeg een aan het einde van de 12e eeuw een nieuwe stadsmuur met twaalf poorten. De hoge stad, met het kasteel en de kathedraal, lag ongeveer 30 meter boven de lage stad aan de rivier. Daar stonden leerlooierijen en watermolens. In 1178 vond in Chartres een grote stadsbrand plaats. In 1297 kreeg Chartres een stadscharter.
In 1328 viel Chartres in het kroondomein van de Franse koningen. Als militair bolwerk speelde de stad een rol in de Honderdjarige Oorlog. In 1417 viel de stad in handen van de Bourgonische hertog Jan zonder Vrees en pas in 1432 werd Chartres terug Frans.

### Vroegmoderne tijd
Ook tijdens de Hugenotenoorlogen kende de stad troebelen. In 1568 werd Chartres belegerd door Lodewijk I van Bourbon-Condé. In mei 1588, tijdens de Journée des Barricades, de opstand in Parijs, zocht koning Hendrik III toevlucht in de Chartres. En in 1591 belegerde Hendrik IV de stad, die sympathiseerde met de Heilige Liga. 
Aan het einde van de 17e eeuw was de militaire functie van Chartres uitgespeeld en de stadsmuren verdwenen stilaan. De stad bleef wel een religieus, administratief en handelscentrum.

### Moderne tijd
In 1849 werd het treinstation geopend en in 1899 kwam er een tram in Chartres. In 1909 kreeg de stad een van de eerste vliegvelden van Frankrijk en ook een vliegschool. Op 15 augustus 1918 werd de stad gebombardeerd door de Duitsers. Ook tijdens de Tweede Wereldoorlog leed de stad veel schade, met name in juni 1940 en in mei 1944.
Vanaf de jaren 1950 kende de stad een sterke economische en demografische groei. Voor de groeiende bevolking werden hoogbouwwijken opgetrokken (La Madeleine en Beaulieu). Het toerisme werd belangrijk. In 1969 werd de kathedraal beschermd als Unesco Werelderfgoed en in 1971 werd het oude stadscentrum als geheel beschermd in het kader van de wet-Malraux.

## Bezienswaardigheden

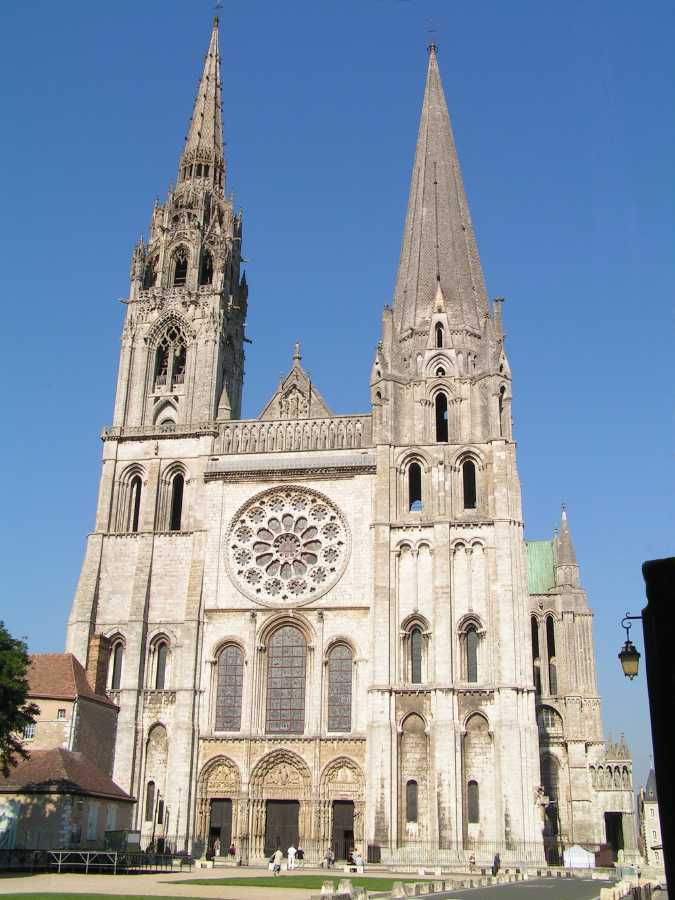
Voorgevel van de kathedraal van Chartres

Monografie van de kathedraal
(1867), Jean-Baptiste Lassus

Chartres heeft een van de bekendste kathedralen van Frankrijk. De stad heeft ook een historische binnenstad die als geheel over een oppervlakte van 64 ha beschermd is. De belangrijkste bezienswaardigheden op rij:

### Het oude Chartres
Het oude Chartres bestaat uit twee delen: de bovenstad (ville haute), rondom de kathedraal en de benedenstad (basse ville), aan de oevers van de Eure en zijn zijarmen, het bestaat uit een ensemble van straten, bruggen en middeleeuwse bouwwerken.

### De kathedraal
De Kathedraal van Chartres (Cathédrale Notre-Dame de Chartres) is een hooggotische kathedraal die tot de beroemdste van Frankrijk behoort. De kathedraal is voorzien van een labyrint en staat op een heuvel met uitzicht over de stad Chartres. Ze werd gebouwd tussen 1194 en circa 1260, en dankt haar faam vooral aan haar gebrandschilderde ramen, waardoor de gloed van het blauwe Chartreslicht schijnt. Ze wordt wel gerekend tot de niet-klassieke wereldwonderen. De beroemdste reliek van de kathedraal is een kleed of sluier, Sancta Camisa genaamd, dat gedragen zou zijn door de maagd Maria toen zij wenend onder het kruis van haar stervende zoon Jezus stond. Dit werd in 876 door Karel de Kale, kleinzoon van Karel de Grote, aan de kerk geschonken.

### Het Centre International du Vitrail
Het Centre International du Vitrail is een museum (en vakopleidingscentrum) voor gebrandschilderd glas.

### Het Museum voor Schone Kunsten
Achter de kathedraal ligt het Museum voor Schone Kunsten. Dit bevat een collectie wandtapijten, schilderijen, beelden en wapenuitrustingen.

### De Petruskerk
De Petruskerk in het zuiden van de oude stad dateert uit de 13e eeuw; de toren is van de 11e eeuw. Ook deze kerk heeft gebrandschilderde ramen.

### Maison Picassiette
In Chartres is ook een woning te zien in het genre van Facteur Cheval. Het maison Picassiette (of het huis van duizend stukken) is een voorbeeld van naïeve architectuur bestaande uit glasscherven en faïencescherven vastgeplakt op beton. Het staat in de rue du Repos en werd gebouwd door één man: Raymond Isidore, bijgenaamd "Picassiette" (letterlijk: bordendief).

### De Porte Guillaume
De Porte Guillaume was een van de hoofdpoorten van de middeleeuwse stadsomwalling en is hiervan een van laatste zichtbare resten. De poort werd in 1944 grotendeels opgeblazen door de Duitsers.

### Chartres en Lumière
Sedert 2010 worden in de periode eind april tot half oktober de kathedraal en andere gebouwen op spectaculaire wijze verlicht, een evenement dat elk jaar meer dan een miljoen toeschouwers trekt.

Chartres en Lumière
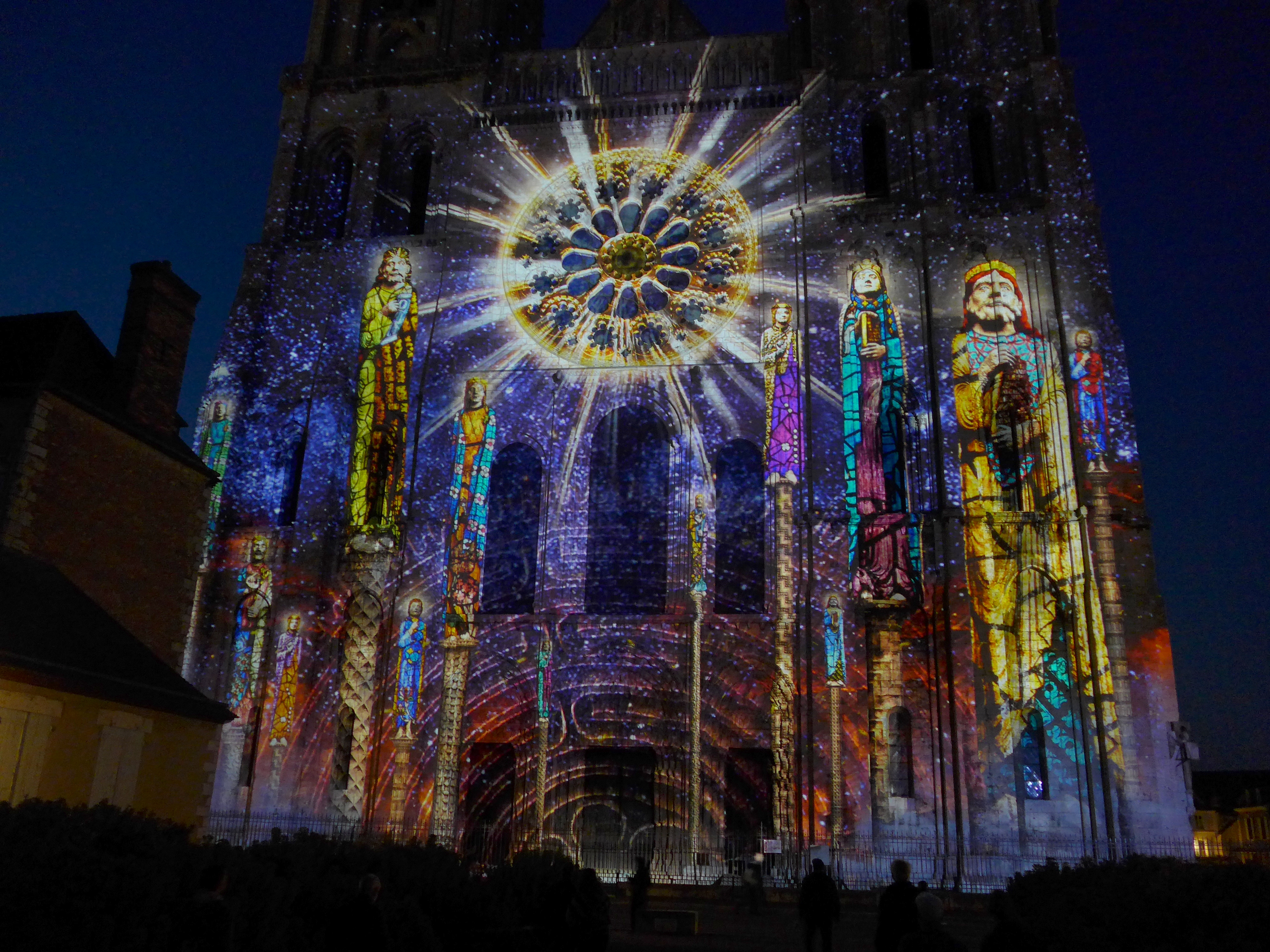
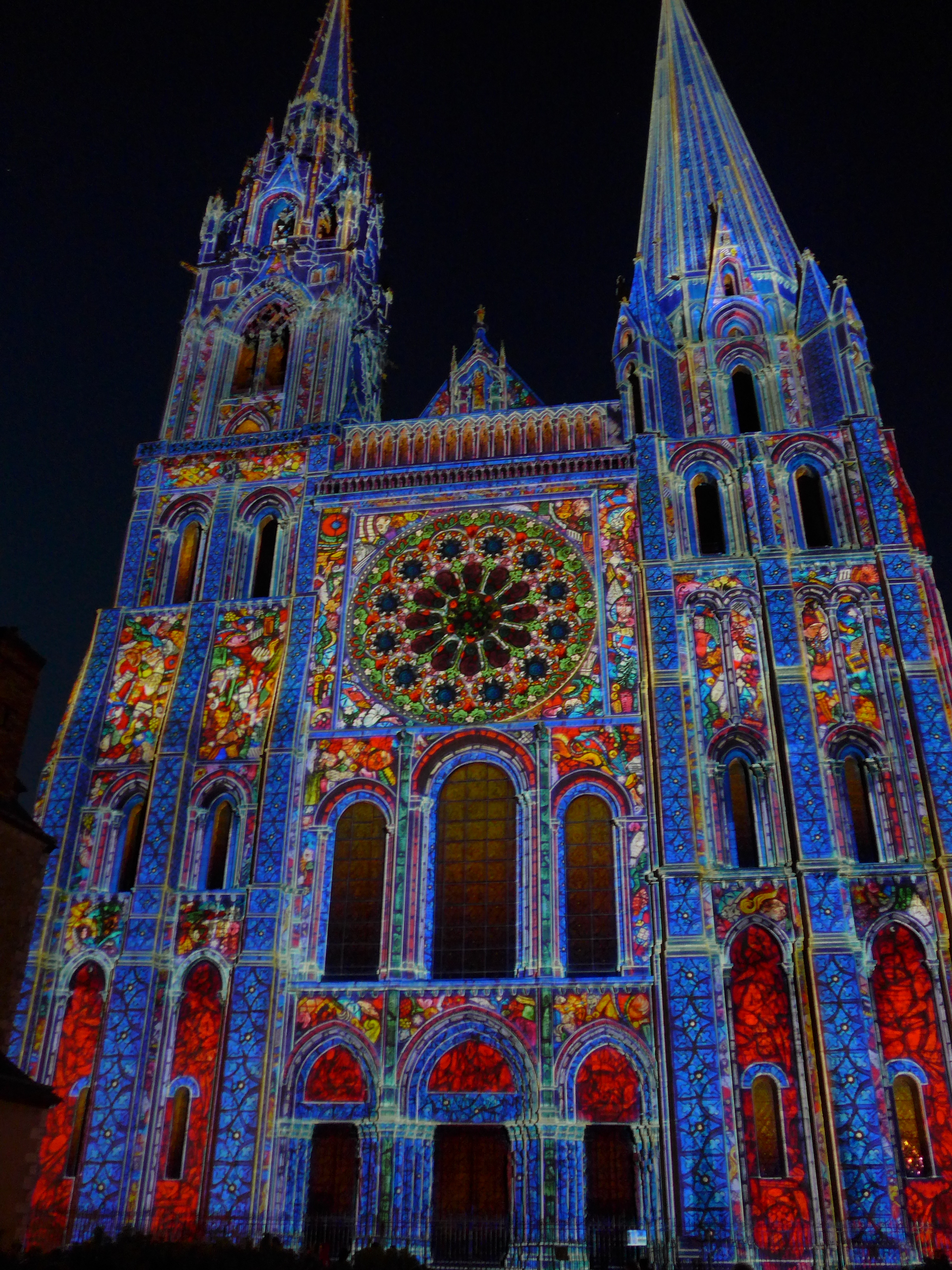
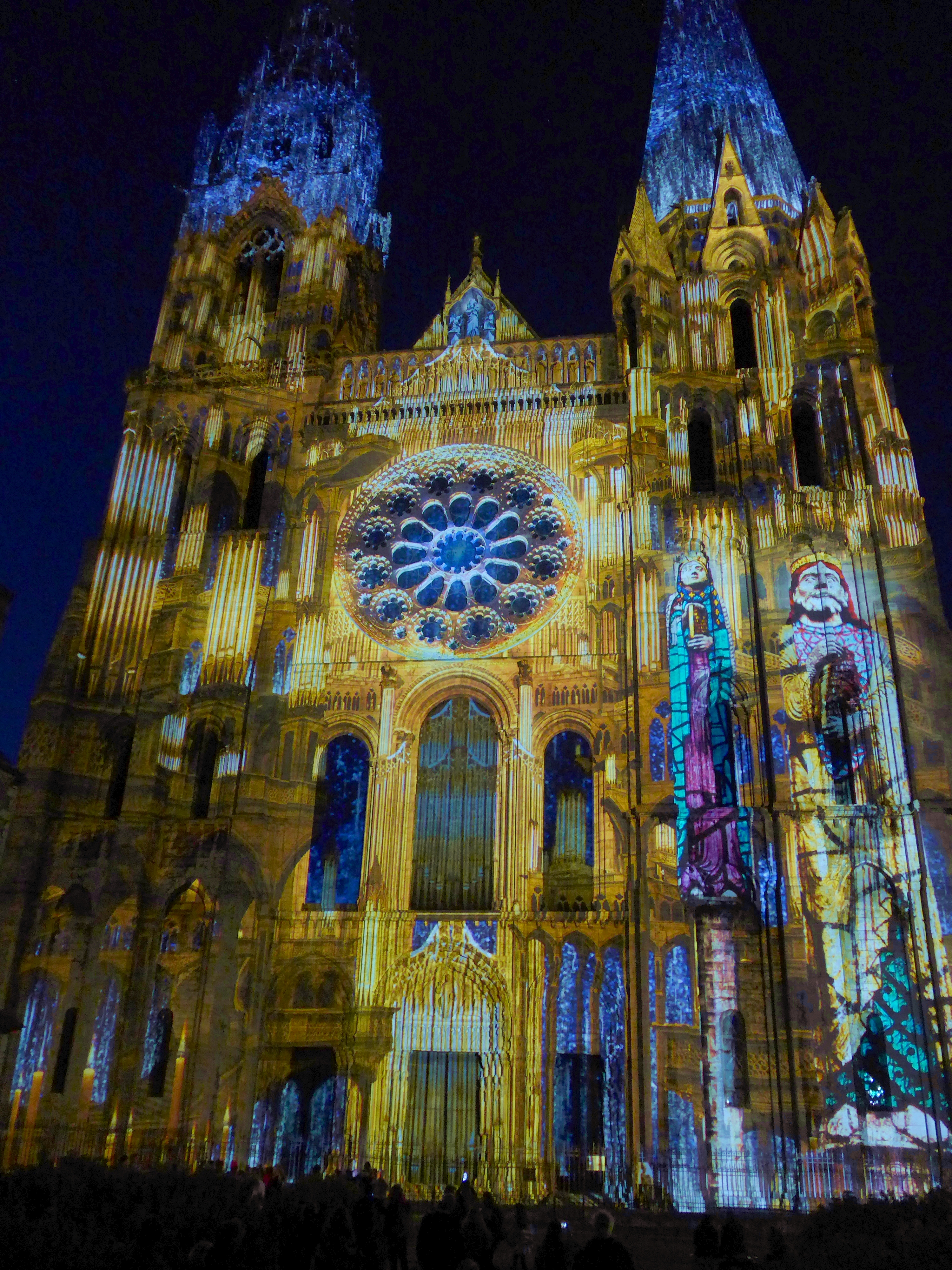
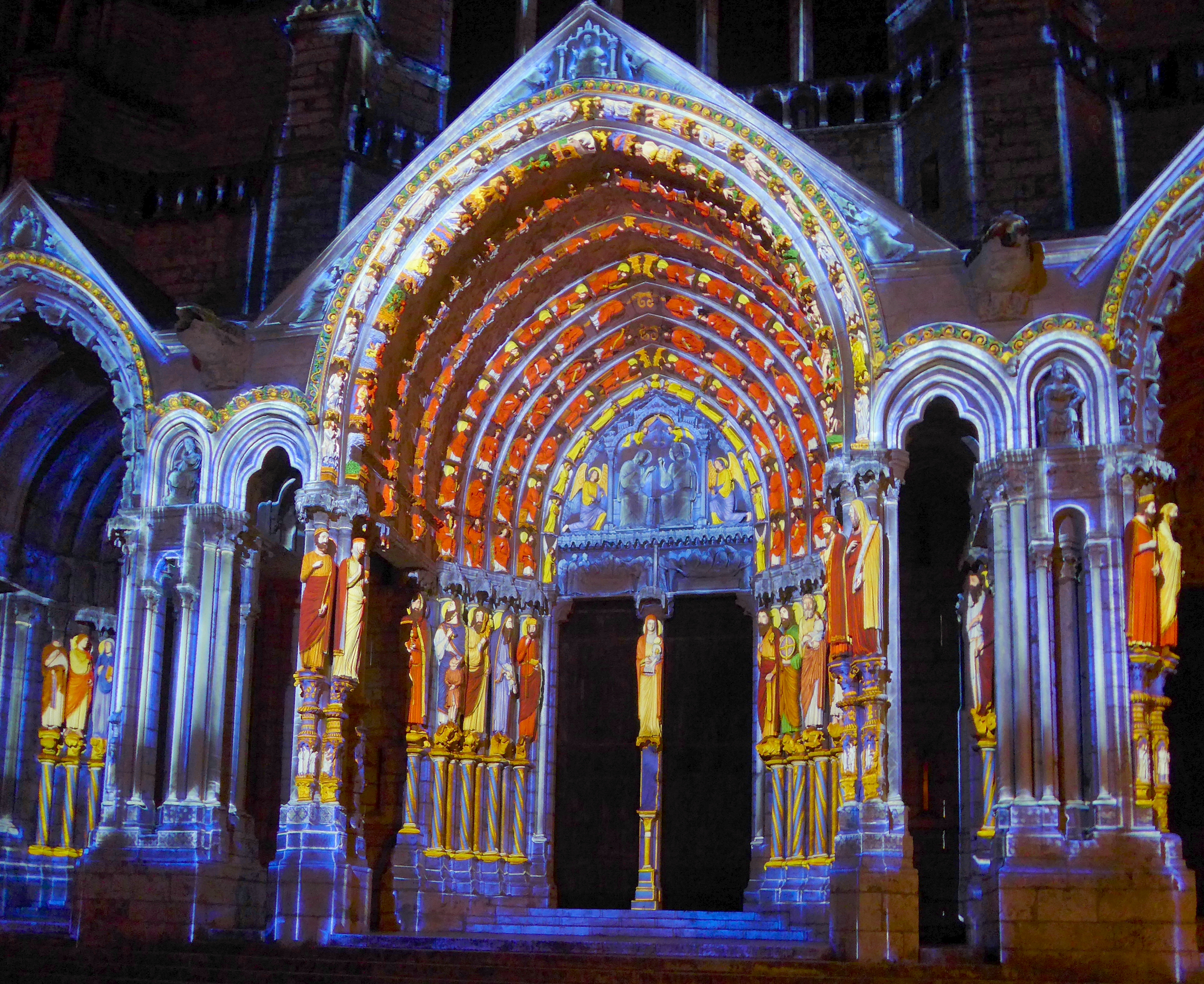

## Economie

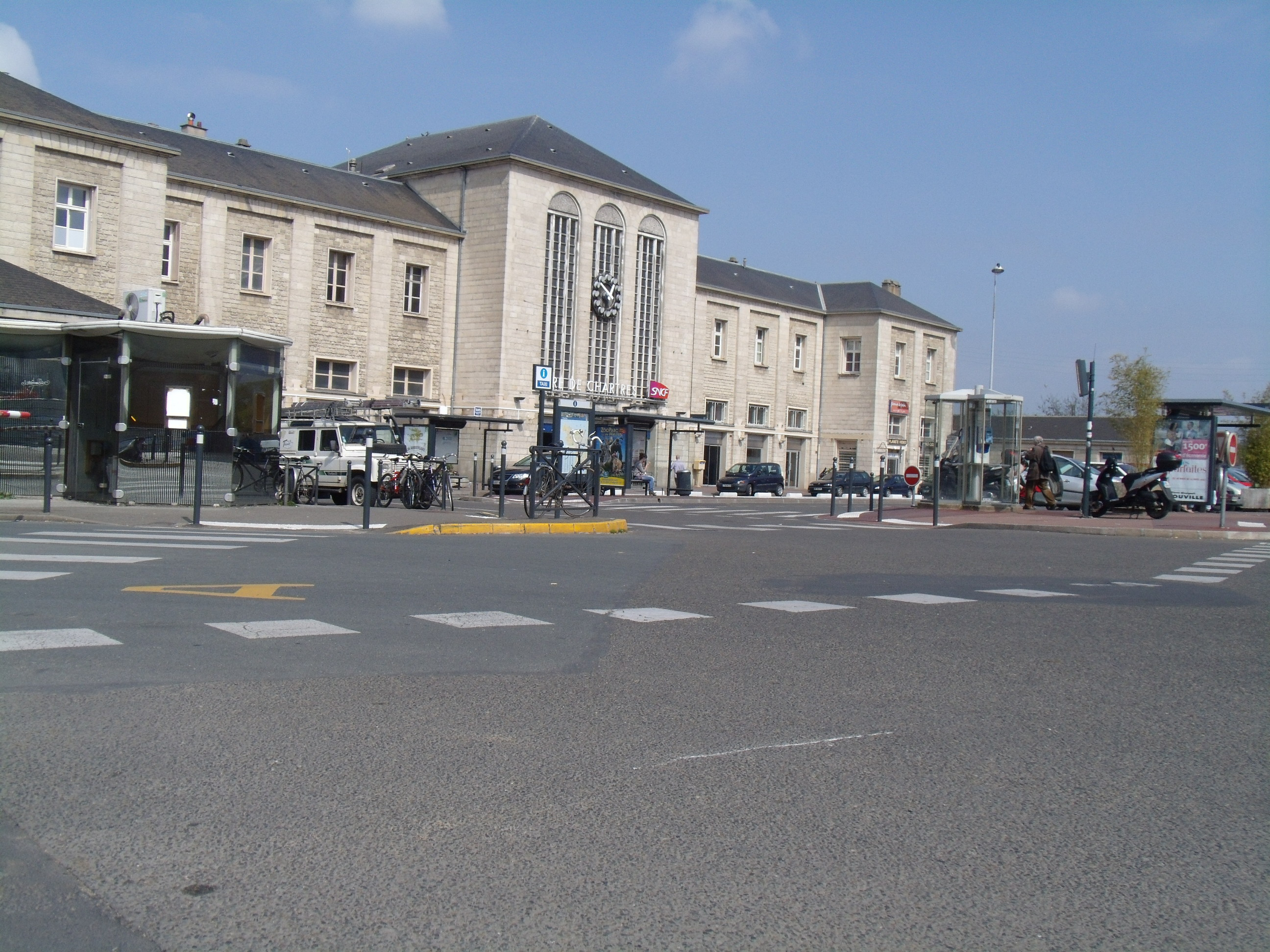
Het Station Chartres

De voornaamste bedrijfstakken in en rond Chartres zijn:
- elektronica
- farmaceutische industrie
- landbouw
- machinebouw

## Geografie
De oppervlakte van Chartres bedroeg op 1 januari 2022 16,85 vierkante kilometer; de bevolkingsdichtheid was toen 2.254,6 inwoners per km².
De Eure stroomt door de gemeente.
De onderstaande kaart toont de ligging van Chartres met de belangrijkste infrastructuur en aangrenzende gemeenten.

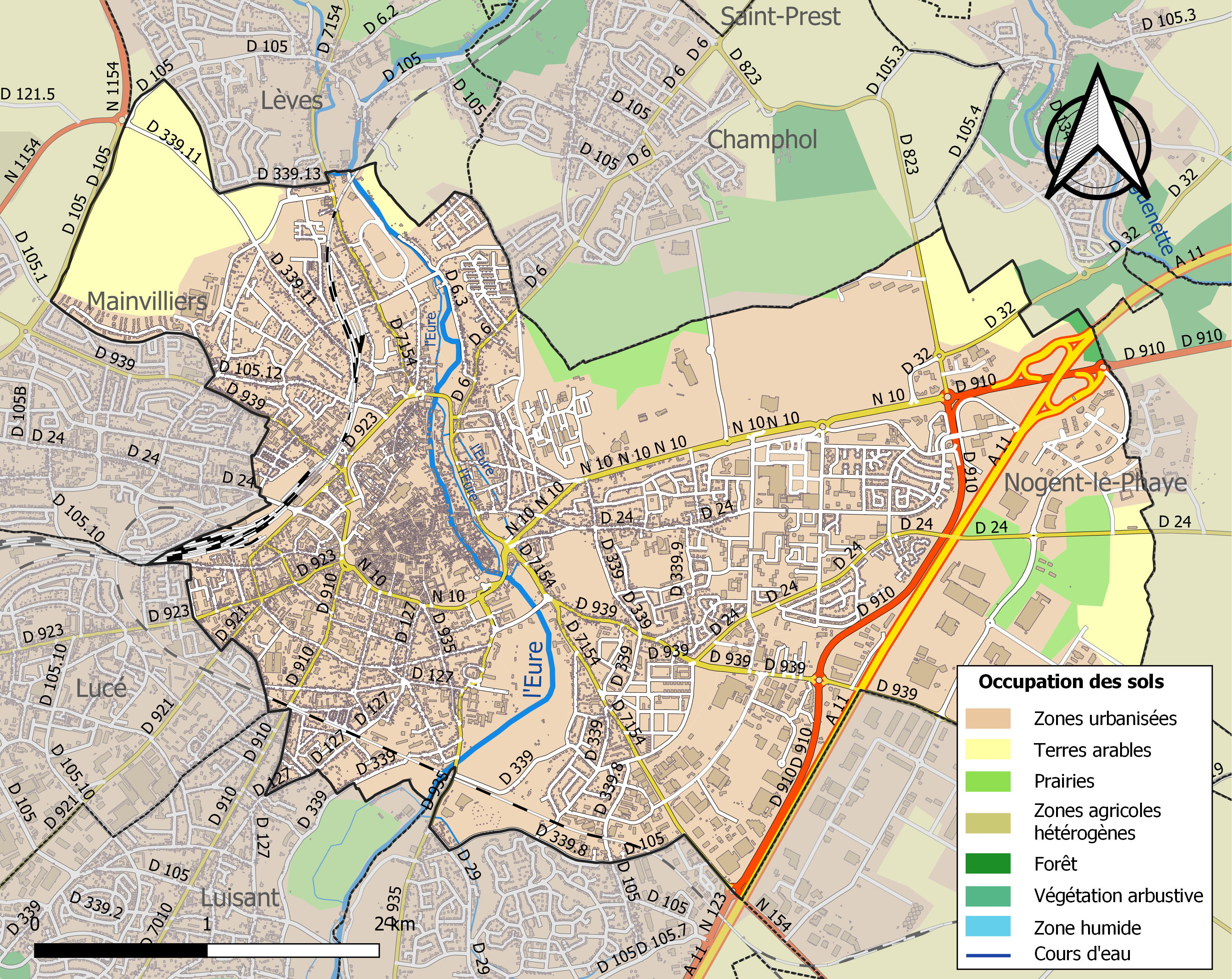

## Demografie
- Bevolking (binnenstad): 42.059 inwoners[bron?] (Chartrains)
- Bevolking (agglomeratie): 87.800 inwoners[bron?]
- Bevolking in de regio: 130.681 inwoners[bron?]

Onderstaande figuur toont het verloop van het inwoneraantal van Chartres vanaf 1962.

## Sport in Chartres
Chartres is drie keer etappeplaats geweest in de wielerkoers Ronde van Frankrijk. De etappes finishten allen in Chartres en werden gewonnen door Stuart O'Grady (2004), Bradley Wiggins (2012) en Dylan Groenewegen (2018). Daarnaast fungeert Chartres sinds 2009 als vaste startplaats van de wielerklassieker Parijs-Tours.

## Geboren in Chartres
- Fulcher van Chartres (ca.1059-1127), kroniekschrijver
- Mathurin Régnier (1573-1613), dichter
- André Félibien (1619-1695), kunsthistoricus
- Pierre Nicole (1625-1695), jansenist
- Jacques Pierre Brissot (1754–1793), girondijn tijdens de Franse Revolutie
- Jérôme Pétion de Villeneuve (1756-1794), politicus tijdens de Franse Revolutie
- Claude-François Chauveau-Lagarde (1756-1841), advocaat
- François Marceau (1769-1796), militair
- Noël Parfait (1813-1896), politicus
- Paul Richer (1849-1933), arts en kunstenaar
- Jacqueline de Romilly (1913-2010), filologe, hoogleraar, helleniste en schrijfster
- Nicolas Escudé (1976), tennisser
- Julien Escudé (1979), voetballer
- Loïc Duval (1982), autocoureur
- Allison Pineau (1989), handbalster